# Mkilua fragrans
Mkilua fragrans là một loài thực vật thuộc họ Annonaceae. Loài này có ở Kenya và Tanzania.
Nhà thực vật học người Anh Bernard Verdcourt là người đầu tiên mô tả chính thức loài này, đặt tên nó theo mùi hương (frāgrāns trong tiếng Latinh) của hoa loài này, với hương thơm tương tự như hoa chanh. M. fragrans là loài duy nhất của chi Mkilua. Nó thường được gọi là Mkilua Mwitu, Kilua hay Kiluwa trong tiếng Swahili và Kingade trong tiếng Digo (và Swahili). Các tinh dầu chiết từ lá, hoa và các bộ phận trong không trung được thông báo là có tác dụng xua đuổi muỗi Anopheles gambiae vật chủ trung gian của loài động vật nguyên sinh ký sinh gây bệnh sốt rét là Plasmodium falciparum. Các phân tử hoạt hóa sinh học chiết từ rễ nó được thông báo là có hoạt tính kháng trùng trong các thử nghiệm với Streptococcus agalactiae và Staphylococcus aureus.

## Mô tả
M. fragrans là cây gỗ cao tới 2,7-4,5 m. Các lá có kích thước 1,7-14 x 0,7–7 cm với các đỉnh tù. Mặt trên lá nhẵn nhụi trong khi mặt dưới có lông tơ khi non nhưng trở thành nhẵn nhụi khi già. Cuống lá dài 1–2 mm. Hoa đơn độc hoặc mọc thành nhóm dạng xim hoa gồm 2-3 hoa. Mỗi hoa đều có cuống dài 2,4 cm. Ba lá đài có kích thước 4-6 x 4–7 mm. Sáu cánh hoa xếp thành 2 hàng mỗi hàng 3 cánh. Các cánh hoa non có màu xanh lục, phát triển thành màu trắng hay kem với các vết màu ánh đỏ tía ở sát đáy. Các cánh hoa vòng ngoài có kích thước 2,1–3,5 x 1,2–2,3 cm. Các cánh hoa vòng trong có kích thước 1,9 x 0,9–1,1 cm và có lông tơ. Các nhị hoa màu da cam dài 2-2,7 mm. Hoa có 30-40 lá noãn. Phấn hoa tỏa ra như là các bộ bốn cố định.